# Rezerwat przyrody Mszar Przygiełkowy – Długie im. Huberta Jurczyszyna
Rezerwat przyrody Mszar Przygiełkowy – Długie im. Huberta Jurczyszyna – rezerwat torfowiskowy położony na terenie gminy Strzelce Krajeńskie w powiecie strzelecko-drezdeneckim (województwo lubuskie).
Obszar chroniony utworzony został 24 września 2009 r. na podstawie Zarządzenia Nr 20/2009 Regionalnego Dyrektora Ochrony Środowiska w Gorzowie Wielkopolskim z dnia 1 września 2009 r. w sprawie uznania za rezerwat przyrody (Dz. Urz. Woj. Lub. Nr 99 poz. 1328 z dnia 9.09.2009 r.). Na podstawie Zarządzenia Nr 22/2010 Regionalnego Dyrektora Ochrony Środowiska w Gorzowie Wielkopolskim z dnia 8 września 2010 r. (Dz. Urz. Woj. Lub. Nr 91 poz. 1311) nadano mu imię Huberta Jurczyszyna, pierwszego nadleśniczego w Nadleśnictwie Strzelce Krajeńskie, który zmarł 3 lipca 2010.

## Położenie
Rezerwat ma powierzchnię 7,75 ha i leży na terenie obszaru ewidencyjnego Długie (dz. nr 156, 157, 192, 193), około 500 metrów na zachód od centrum tej miejscowości. Rezerwat leży w granicach dwóch obszarów sieci Natura 2000: obszaru specjalnej ochrony ptaków „Lasy Puszczy nad Drawą” PLB320016 oraz specjalnego obszaru ochrony siedlisk „Uroczyska Puszczy Drawskiej” PLH320046.

## Charakterystyka
Cel ochrony w rezerwacie to „zachowanie zbiorowisk roślinności bagiennej i torfowiskowej, szczególnie mszaru przygiełkowego z charakterystycznymi gatunkami zespołu – przygiełki białej i lokalnie przygiełki brunatnej oraz mszaru wysokotorfowiskowego zróżnicowanego na dwa zespoły: mszar wełniankowy z dominacją wełnianki pochwowatej oraz mszar sosnowy, na którym w luźnym zwarciu rośnie sosna zwyczajna z dominującymi gatunkami torfowców”.
Obszar ten obejmuje torf odsłonięty w wyniku erozji, w którym występują torfowiska przejściowe i wysokie, obejmujące mszar przygiełkowy i wysokotorfowiskowy. Występują tu licznie charakterystyczne gatunki dla mszaru przygiełkowego: przygiełka biała (Rhynchospora alba) i przygiełka brunatna (Rhynchospora fusca), a także torfowce – torfowiec kończysty (Sphagnum fallax) i torfowiec czerwonawy (Sphagnum rubellum) – oraz inne mszaki – bagniczka pływająca (Cladopodiella fluitans), bagnica torfowa (Scheuchzeria palustris), rosiczka okrągłolistna (Dorsera rotundifolia) i turzyca bagienna (Carex limosa). Wśród flory mszaru wysokotorfowiskowego występują: torfowiec magellański (Sphagnum magellanicum), torfowiec czerwonawy, torfowiec kończysty, żurawina błotna (Vaccinium oxycoccos) i drobnolistkowa (Vaccinium microcarpum), rosiczka okrągłolistna, modrzewnica zwyczajna (Andromeda polifolia), wełnianka pochwowata (Eriophorum vaginatum) i bagno zwyczajne (Rhododendron tomentosum). Mszar ten zróżnicowany jest na dwa podzespoły: mszar wełniankowy z dominacją wełnianki pochwowatej oraz mszar sosnowy, na którym w luźnym zwarciu rośnie sosna zwyczajna (Pinus sylvestris).